# Fratelli Alinari
Fratelli Alinari è stata la più antica azienda mondiale operante nel campo della fotografia, dell'immagine e della comunicazione.

## Storia
Costituita a Firenze nel 1852 dai fratelli Leopoldo, Giuseppe e Romualdo Alinari, la società Alinari fu la prima ditta fotografica ammessa al servizio dei Musei Vaticani, del Louvre e di vari musei italiani, attività che prenderà forma nelle immagini delle opere d'arte presenti all'interno dei musei.
Il catalogo Alinari si arricchì soprattutto grazie all'attività di Vittorio, figlio di Leopoldo, che pubblicò volumi illustrati dalle fotografie appositamente realizzate, come quello dedicato ai luoghi della Divina Commedia.
Nel corso del Novecento le immagini della società Alinari costituirono la maggior fonte d'illustrazioni (oltre il 10%) della grande editoria italiana.

## Catalogo
Negli archivi è stato custodito il patrimonio dell'azienda dall'inizio della storia della fotografia (1839), con oltre 5,5 milioni di immagini originali (vintage).
Per mezzo di un accordo con il Ministero per i Beni e le Attività Culturali, l'azienda ha ricevuto l'autorizzazione, in via non esclusiva, allo sfruttamento commerciale delle riprese fotografiche relative ai beni in consegna al MiBACT.
Alinari ha gestito numerosi corpus fotografici, anche di archivi terzi, attraverso accordi di rappresentanza con altre istituzioni italiane ed internazionali, quali Touring Club Italiano, Istituto Luce, L'Osservatore Romano, Bildarchiv Monheim, ANSA, Rai Teche, MiBAC, Réunion des Musées Nationaux, Topfoto, Ullstein, Folco Quilici, Fosco Maraini e tanti altri.

## Mostre fotografiche
Alinari ha organizzato mostre fotografiche direttamente oppure in cooperazione con la Fondazione Alinari per la Storia della Fotografia presso il museo: Alinari Image Museum (AIM) di Trieste, oppure anche presso altri enti e sedi.

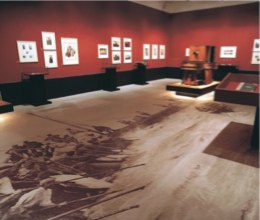
Mostra organizzata presso Palazzo Pitti a Firenze

## Alinari on-line
Alinari ha creato a partire dal 1998, un sistema di ricerca on-line, mediante database bilingue, che permette di consultare una selezione di circa 350 000 immagini sia dei propri archivi sia degli archivi rappresentati da Alinari. Le immagini venivano digitalizzate sino a 4 000×6 000 pixel a 300dpi usando il dorso digitale da 80 megapixel di PhaseOne. Una copia (master file) veniva salvata in formato TIFF a 16bit ad altissima risoluzione, con profilo colorimetrico Profoto, offline oltre che una seconda copia su pellicola speciale prodotta dalla Piql, conservandole in una speciale miniera situata nella regione dell'artico, garantendone la conservazione per oltre 500 anni, sotto i ghiacci perenni (isole Svalbard).

## Progetti europei

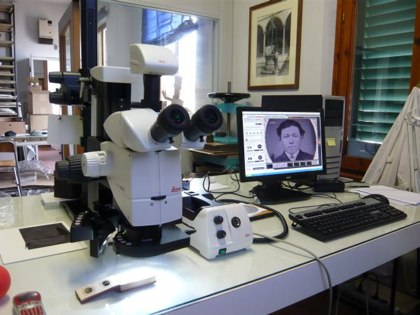

L'azienda ha attivato a partire dal 1994 iniziative per partecipare a progetti tecnologici e culturali in progetti europei (progetti ICT, Horizon2020, Interreg, COST-Action, Fet-Open, SME Instruments, Erasmus+). Tra i principali progetti:  Migrator 2000, 2Kan, Orpheus, SCHEMA, TNT, aceMedia, Ermione, Euridice, Tripod, Eurogene, Visito Tuscany, Glocal, Convergence, Paths, Decipher, HDRi, Qualinet, Ambrosia ed oggi MobiDig e Nemosine.
Le maggiori aree di attività sono state nel capo del business to business, del turismo, del lusso e del business to education. I settori di maggiore interesse sono stati: compressione immagini in formato Jpeg-XS, MPEG-21, ricerca di immagini attraverso programmi di intelligenza artificiale basati sul content based retrieval, watermarking, analisi grafica forense, intelligent restoration, auto-tagging, sicurezza dei contenuti, conversione 2D-3D, applicazioni mobili, droni, foto aerofotogrammetriche, mostre virtuali.

## Archivio
La documentazione prodotta dai fratelli Alinari durante il periodo della loro attività nell'azienda di famiglia (fondata nel 1852) è conservata a Firenze, presso la stessa sede dell'ente produttore, nel fondo Fratelli Alinari (estremi cronologici: 1854- ). L'archivio custodisce il grande patrimonio ritrattistico e documentario sull'arte, la storia, il folklore, il paesaggio, l'industria e la società d'Italia, d'Europa e del resto del mondo, dalla seconda metà dell'800 ad oggi, costituito da oltre 5,5 milioni di immagini originali (vintage) provenienti da importanti corpus fotografici. Ai materiali degli archivi Alinari, Anderson, Brogi, Chauffourier, Fiorentini e Mannelli, si sono aggiunti, in anni più recenti, altri negativi su lastra e su pellicola provenienti dalle collezioni Ansa, Balocchi, Betti-Borra, Bombelli, Courtald, Folco Quilici, Fosco Maraini,  Michetti, Miniati, Mollino, Muzzani, Nunes Vais, Pozzar, Roger Viollet, Touring Club Italiano, Trombetta, Tuminello, Ullstein, Unterveger, Vannucci-Zauli, Zannier, Panatta Wulze, e tanti altri.
Nel 2019, la sede storica fu disdetta e l'archivio rimase senza sede.
L'acquisizione da parte della Regione Toscana del patrimonio Alinari è avvenuta il 19 dicembre 2019. In data 16 luglio 2020 la Regione Toscana ha costituito FAF Toscana - Fondazione Alinari per la fotografia «per gestire, conservare e valorizzare il patrimonio fotografico Alinari». La sede della Fondazione inizialmente presso Villa Fabbricotti in Firenze,  sarà invece all’interno del complesso di Santa Maria Novella a Firenze.